# Lévka (ort i Grekland, Grekiska fastlandet)
Lévka (Lefka) är en ort i Grekland.   Den ligger i prefekturen Fthiotis och regionen Grekiska fastlandet, i den centrala delen av landet, 170 km nordväst om huvudstaden Aten. Lévka ligger 489 meter över havet och antalet invånare är 147.
Terrängen runt Lévka är kuperad norrut, men söderut är den platt. Terrängen runt Lévka sluttar norrut. Runt Lévka är det glesbefolkat, med 15 invånare per kvadratkilometer. Närmaste större samhälle är Domokós, 5,0 km nordväst om Lévka. Trakten runt Lévka består till största delen av jordbruksmark.